# Ben Kinmont
Ben Kinmont, né en 1963 à Burlington, dans le Vermont, est un artiste et éditeur américain, également libraire antiquaire spécialisé dans les livres rares.
Les œuvres de Ben Kinmont suivent, entre autres, la vision de Joseph Beuys de la sculpture sociale et remettent ainsi en question, par exemple, le sens du concept d'art actuel.
Pour la documenta11 à Cassel en 2002, il développe la série de publications Moveable Type No Documenta sur la base de la définition de Ian Wilson de la conversation personnelle comme forme d'art.

## Biographie
Le travail de Ben Kinmont s'intéresse aux structures de valeurs entourant une pratique artistique et à ce qui se passe lorsque cette pratique est déplacée dans un espace non artistique. Depuis 1988, son travail est basé sur des projets avec un intérêt pour l'archivage et pour brouiller les frontières entre la production artistique, l'édition et les pratiques de conservation.
Kinmont donne des cours dans le cadre du programme de pratiques sociales au California College of the Arts et a organisé divers ateliers avec des étudiants des académies des beaux-arts françaises d'Angers, Bordeaux, Bourges et Valence, de la Cranbrook Academy aux États-Unis et de l'académie Rietveld aux Pays-Bas.
Il est présent à l'exposition « Air de Paris » 2014, ainsi qu'à la Whitney Biennial 2014, à l'Institute of Contemporary Arts (ICA) à Londres, au Centre national édition art image (CNEAI) à Chatou, à la 25e Biennale internationale des arts graphiques à Ljubljana, au Frac Languedoc-Roussillon (Montpellier), à la documenta11 à Cassel, aux Abattoirs (Toulouse), au centre national d'art et de culture Georges-Pompidou et au musée d'Art moderne de San Francisco. Une exposition itinérante sur ses travaux, intitulée « Prospectus » a été vue à Amsterdam, Paris, New York et San Francisco.
Il est également le fondateur de Antinomian Press, une entreprise d'édition qui soutient l'art du projet et les éphémères.
Ben Kinmont vit à Sebastopol en Californie.